# Killingly
Killingly är en kommun (town)  i Windham County i delstaten Connecticut, USA. Vid folkräkningen år 2000 bodde 16 472 personer på orten. Den har enligt United States Census Bureau en area på totalt 129,5 km² varav 3,8 km² är vatten.